# 454 a. C.
El año 454 a. C. fue un año del calendario romano prejuliano. En la Antigua Roma se conoció como el Año del consulado de Capitolino y Varo (o menos frecuentemente, año 300 Ab urbe condita). 

## Acontecimientos

### Grecia
- Destrucción de las fuerzas atenienses en la isla Prosopítide (Egipto) y ejecución de Inaros.
- Los supervivientes atenienses escapan de Egipto a través de Cirene y Libia.
- El tesoro de la Confederación de Delos se traslada de Delos a Atenas.
- Pérdicas II, rey de Macedonia.

### República romana
- La plebe romana, sufriendo una serie de males económicos y financieros, fuerzan a los patricios de la ciudad a empezar a reformar y codificar el Derecho. Como primer acto, una comisión de tres hombres es enviada a Atenas para estudiar las leyes de esa ciudad.

## Fallecimientos
- Alejandro I, rey de Macedonia.

- Datos: Q178381